# Relaciones Costa Rica-Israel
Costa Rica e Israel gozan de relaciones diplomáticas desde 1954. Costa Rica fue uno de los países miembros de Naciones Unidas que votó a favor de la creación del Estado hebreo y la partición de Palestina. El 22 de octubre de 1954 presentó sus credenciales ante el gobierno de Costa Rica Joseph Kessary como ministro plenipotenciario de Israel en Costa Rica, y en 1956 el ministro plenipotenciario costarricense ante Roma Fernando Escalante Pradilla fue designado representante para Israel.
En 1963 el canciller Daniel Oduber Quirós visitó Israel reuniéndose con el primer ministro David Ben Gurion, siendo la primera visita oficial de un representante costarricense al país. Se suscribió el acuerdo Oduber-Shai y se acordó abrir sedes diplomáticas en ambos países, así como se recibió poco después la visita de agregados comerciales israelíes interesados en comprar productos costarricenses. La primera embajada israelí en suelo costarricense se abrió el 7 de diciembre de 1966 siendo su primer embajador Walter Abeles.
Costa Rica fue hasta el año 2007 uno de los únicos dos países, junto a El Salvador, en tener su embajada en Jerusalén, lo que le aisló de los países árabes pues no tenía relaciones con ninguno salvo Líbano. En la administración de Óscar Arias Sánchez se mueve la embajada a Tel Aviv, poco después El Salvador hace lo mismo.
Costa Rica tendría normalmente una postura históricamente cercana a Israel. Sin embargo, comenzaría a distanciarse a partir de la administración Arias Sánchez. Durante el gobierno de Laura Chinchilla Miranda Costa Rica votó a favor del ingreso de Palestina como Estado en la UNESCO y en la ONU. Durante la administración de Luis Guillermo Solís Rivera el país centroamericano condenaría las acciones militares de Israel en Gaza durante la operación Margen Protector y llamaría a consultas a su embajador Rodrigo Carreras, como lo hizo la mayor parte de Latinoamérica, si bien también condenaría las de Hamás y haría un llamado a la paz. La Cancillería de Costa Rica afirmó considerar la posibilidad de retirar su embajador de Israel, si bien finalmente anunció que no rompería relaciones diplomáticas con Israel ni con Palestina, argumentando que muchos costarricenses e israelíes tienen lazos familiares y que el país desea apoyar el diálogo de paz entre las partes.